# Emilio Tiraboschi
Emilio Tiraboschi (Bergamo, 6 novembre 1862 – Bergamo, 26 gennaio 1913) è stato un medico italiano, a cui si deve la genesi del primo laboratorio radiologico italiano.
Il suo lavoro pionieristico, condotto quando ancora non si conoscevano gli effetti nocivi sull'organismo causati da un'eccessiva esposizione ai raggi X, lo condusse a una morte precoce, a soli 49 anni.

## Biografia
Nato a Bergamo, studiò dapprima all’università di Pavia, poi a Firenze, ove si laureò e frequentò i corsi di dermosifilopatica, ostetricia, ginecologia. Iniziò a lavorare presso l’ospedale di Bergamo come praticante volontario; successivamente fu assistente in chirurgia, in oculistica, in pediatria, in malattie croniche e successivamente fu nominato chirurgo aggiunto.
Nel 1895 rimase vedovo con due figli; per il successivo ventennio insegnò scienze fisiche e naturali nelle scuole del Collegio S. Alessandro e fu anche medico della Croce Rossa oltre ad essere consulente dell’istituto dei rachitici. Queste varie mansioni non erano però tali da garantirgli una buona rendita, per cui visse questi anni in condizione di ristrettezza economica. Nel 1898 ottenne un finanziamento di seimila lire dalla Banca Mutua Popolare, grazie al quale poté allestire il suo laboratorio radiologico, il primo in Italia. Il laboratorio cominciò a funzionare nel luglio del 1899, ed era organizzato in tre locali allestiti allo scopo (sala d'aspetto, sala radiologica e camera oscura). Il dottor. Tiraboschi sovrintendeva a tutte le operazioni, dall'esecuzione delle radiografie fino allo sviluppo e stampa delle lastre. Il primo anno e mezzo l'attività gli rese cinquecento lire, che si elevarono dal 1900 al 1912 a settecento lire; per il servizio del gabinetto, compreso l’emolumento al direttore, la Banca Mutua Popolare gli accordò la somma annua di millecinquecento lire.
Eseguendo radiologie ossee, Tiraboschi fece uso di ampolle dure a raggi penetranti, oltre all'uso continuo e prolungato dei raggi X. Inconscio dei pericoli legati all'esposizione alle radiazioni, non tardò ad accusare i primi disturbi: nel 1907, dopo nove anni di attività radiologica, insorse in lui la radiodermite, che coinvolse l'emi-volto e la mano sinistra; essendo destrorso, teneva infatti il lato sinistro del corpo più vicino alla sorgente dei raggi. Già miope ed astigmatico, presto lamentò anche un calo nelle capacità visive, complice una migrazione del pigmento maculare retinico, che avvenne nasalmente nell'occhio destro e in modo generalizzato nell’occhio sinistro. A questo si aggiunsero altri problemi sensoriali, oltre a un'innaturale repigmentazione dei suoi capelli, precocemente incanutiti, che tornarono ad essere scuri. Nel 1911 la resistenza fisica del radiologo (ormai conosciuto e stimato) iniziò a calare con l'insorgenza di una seria anemia: i suoi colleghi affermarono che circa a metà del 1912 le sue condizioni fisiche erano da ritenersi gravi. Tiraboschi, pur ormai consapevole che continuare a lavorare con i raggi X avrebbe peggiorato le sue condizioni fisiche, proseguì nella sua attività, ignorando gli inviti a riguardarsi. Anche dopo che nel 1909 fu colpito da un esaurimento nervoso, riprese in poco tempo l'attività radiologica, anche contro le raccomandazioni dei suoi cari.

### Morte
Emilio Tiraboschi morì a Bergamo il 26 gennaio 1913 per un attacco di anemia acuta, dopo un lieve stillicidio di sangue dalle gengive durato tre giorni. Per la giovane età nella quale perì, i suoi colleghi convinsero la famiglia a far eseguire un’autopsia che potesse meglio chiarire le cause del decesso. La perizia, eseguita dai dottori Minelli e Daina, mostrò che i raggi X avevano causato danni alla sua epidermide, prevalentemente nel lato sinistro del suo corpo. Le radiazioni ionizzanti avevano lesionato anche gli organi più interni e delicati, come i testicoli e gli organi ematopoietici. La causa effettiva del decesso del dott. Tiraboschi fu l'atrofia del midollo osseo e una anemia classica aplastica.
L’autopsia permise di individuare le caratteristiche anatomo-patologiche che permettono di differenziare questa anemia. Inizialmente si pensò si trattasse di anemia perniciosa, anche se a quei tempi c’erano ancora molte perplessità sulle cause di questa malattia: alcuni credevano che fosse una sindrome ematologica grave ad eziologia multifattoriale, altri credevano fosse una malattia genetica. Inizialmente i pareri dei medici che avevano studiato questa autopsia erano controversi, data l'assenza di linee guida universali volte alla distinzione dei vari tipi di anemie. Il dottor Ferdinando Micheli, nel XXI Congresso di Medicina interna di Torino, espose i caratteri dell’anemia perniciosa: secondo lui l’aumento del valore globulare, la presenza di macrociti, la leucopenia erano i marker di tale patologia. In tale caso, l’assenza di un esame istologico del sangue rendeva ardua l'individuazione della causa di morte. Di grande importanza si rivelò l’esame istologico di milza e midollo osseo: secondo le vedute d'epoca successiva, i megaloblasti e i megalociti non costituiscono una manifestazione di una patologia ematica, ma sono marker di una reazione del tessuto mieloide. La microcitosi e l'ipertrofia non erano conseguenza di un fenomeno degenerativo, ma l’espressione della reazione megalobalstica a cui corrisponde una maturazione più lenta dei globuli rossi. Il midollo osseo di Tiraboschi risultò atrofico e colorato innaturalmente di rosso; tra le altre anomalie riscontrate vi furono la ridotta quantità di mieloblasti, una leucopenia seguita da linfocitosi; il midollo risultò peraltro scevro di elementi nel quale manca ogni potere rigenerativo e anche ogni mezzo di difesa. La milza risultò anch’essa inficiata. Dunque da questo esame post mortem si appurò che la patologia mortale era l'anemia aplastica, non differenziabile anatomo-patologicamente dalle forme di anemia aplastica perniciosa.

## Contributi

### Contributo scientifico e sociale
È ad Emilio Tiraboschi che si deve la genesi del primo laboratorio radiologico italiano. Dal costo di seimila lire, forte del contributo della locale Banca Mutua Popolare, aprì i battenti nel luglio del 1899. Constava di tre piccoli locali in cui Tiraboschi era solito operare.
Il laboratorio era costituito da tre locali, così organizzati: il primo era stato adibito a sala d’aspetto per i pazienti nonché sala di scrittura per il Direttore; il secondo ospitava l’apparecchio radiologico, un letto e il tavolo di manovra; il terzo locale era la camera scura. Vi era un cassone contenente le lastre, fungeva da sedile per coloro che sopraggiungevano.
Le recenti scoperte gli permisero di effettuare un cospicuo numero di radiografie. Le immagini che aveva imparato a rivelare, includevano le regioni degli arti superiore e inferiore, della cassa toracica, della scatola cranica. Riuscì inoltre a localizzare corpi estranei endooculari, calcoli epatici, renali e vescicali, tubercoli polmonari, promosse la radioscopia dell’apparato digerente e circolatorio; gettò le basi per la radioscopia stereoscopica.
Il dottor Tiraboschi era consapevole delle sue precarie condizioni di salute. (già, infatti, nel 1907 lasciava il suo testamento mentendo sulla sua salute valetudinaria appellandosi come “sano di corpo”) Nonostante si trascinasse a stento nel 1912, apriva al pubblico l’ambulatorio radiologico ogni giorno. Alcuni colleghi riferirono testuali parole: “l’ossessione dei raggi X aveva ormai invaso il povero martire, […], che non fuggiva né si lamentava delle crescenti menomazioni, cercava in qualche modo di renderli meno nocivi”. Egli stesso, inoltre, dichiarerà ai confidenti più intimi che gli stessi raggi X l'avrebbero ucciso.

### Influenza sui posteri
Dopo poco tempo cominciarono a rivelarsi i risvolti sconosciuti della scienza nascente: per ottenere immagini di qualità accettabile, occorreva un’esposizione ripetuta e prolungata, a cui si esponevano sia medici che pazienti. Vi fu notevole clamore nella comunità medico-scientifica internazionale proprio perché le condizioni di salute in cui versava Emilio Tiraboschi erano da imputare principalmente alla prolungata esposizione ai raggi X. Come peraltro riscontrato dall’autopsia effettuata sul suo corpo dopo il suo decesso e di cui ne fu data relazione al primo Congresso di Radiologia. La suddetta relazione confermò l’ipotesi dell’azione nociva delle radiazioni emanate dagli strumenti, di cui si era servito durante la carriera senza alcuna protezione. In seguito a casi come quello di Tiraboschi crebbe l’attenzione della comunità scientifica, nei riguardi della tutela dalla sovraesposizione e dai conseguenti effetti delle radiazioni ionizzanti.
Al giorno d'oggi i radiologi indossano strumenti protettivi e si tende ad arginare l’esposizione superflua con misurazioni e calcoli in base al tempo di esposizione e alla quantità di radiazione alla quale si viene esposti; ed era inoltre ciò che si auguravano i suoi colleghi riferendosi al dottor Emilio Tiraboschi come “sentinella avanzata di questa scienza che egli tanto amava; avanguardia di progresso”, e proseguivano così: “Con la sua morte il dottor Tiraboschi ci insegni e ci ricordi ad ogni momento che questi raggi tanto meravigliosi e, tanto fecondi di bene, attentano pur sempre insidiosi alla nostra vita, cosicché il premunircene il più possibile deve costituire per noi un preciso dovere”. La necessità di prevenzione dell’esposizione ai raggi X ha consentito di istituire nel 1928 la Commission on Radiological Protection (ICRP) che è tuttora una delle principali organizzazioni che si occupa della prevenzione di tumori e delle malattie legate all’esposizione delle radiazioni ionizzanti. Ben presto i membri del comitato compresero che occorreva ridurre le tempistiche di esposizione alle radiazioni, migliorarono quindi l’efficienza del processo radiologico con l’invenzione degli schemi di rinforzo. In seguito fu migliorata la qualità del materiale radiografico.